# همن (اکلاهما)
همن(به انگلیسی: Hammon) شهری در ایالت اکلاهما کشور ایالات متحده آمریکا است که جمعیت آن در سرشماری سال ۲۰۱۰ میلادی، ۵۶۸ نفر بوده‌است.